# Frassinello Monferrato
Frassinello Monferrato (Frassiné Monfrà in piemontese) è un comune italiano di 463 abitanti della provincia di Alessandria, in Piemonte.

## Monumenti e luoghi d'interesse

### Il castello di Frassinello
Il castello di Frassinello è sulla sommità del paese e vanta una storia millenaria. 
Se ne ha notizia fin dall'XI secolo, periodo in cui il borgo monferrino, risultava nel diploma regio di Enrico III cum castro et corte et cappella. 
Il castello viene descritto come fortezza difensiva, funzione che giustifica la posizione sulla sommità del colle. Castello curtense, affiancava alla funzione militare anche funzioni amministrative, con una corte soggetta alla sua protezione.

Nonostante le origini antichissime, restano poche tracce del periodo medievale, nella pianta e nelle strutture architettoniche. Tra queste va menzionata la Caminata, ampia sala di gusto tardogotico e dalle arcate pregevoli, luogo di incontro conviviale attorno al fuoco del camino di signori e vassalli.
Nel corso dei secoli, il castello ha subito modifiche e restauri, fino a raggiungere l'attuale stato di prestigiosa dimora signorile. Per secoli, il castrum fu proprietà della nobile casata dei Nemours, conti di Frassinello, signori di Lignano e Cavalieri di Malta. L'interesse per il castello come dimora di famiglia, crebbe a cavallo tra il '600 e il '700, periodo a cui si deve la costruzione della bella cappelletta ottagonale finemente affrescata, dell'ornato di alcune porte e di altri abbellimenti nell’ala ovest del complesso edilizio, quella riservata, appunto, ad abitazione padronale. Lo stesso grande gelso secolare che domina la corte e ingloba uno dei due pozzetti, sembra risalire a quegli anni. Alla fine del Settecento la casata Sacchi-Nemours, nata dall'unione delle due famiglie, apportò al complesso nuovi ritocchi e innovazioni. 
Lo stemma, ancora presente nel pavimento del salone d'onore in un magnifico mosaico, riporta i simboli di entrambe le casate.
 
Il castello venne venduto a privati nel 1945 da Paolo Sacchi-Nemours.
Il recente restauro ha riportato la struttura all'antico splendore.

### Castello di Lignano
Il castello, fra i più antichi del Monferrato settentrionale, è costituito attualmente da un complesso di edifici in parte destinati a residenza, in parte alla conduzione di attività agricola e vitivinicola.

Una prima costruzione — testimoniata dall´iscrizione che riporta in una targa, conservata nel cortile principale, il nome di Lucio Herennio, detto "Lhennuis", da cui il castello prende il nome — risale probabilmente al periodo romano e consiste in un castrum di difesa.

Nel 1416 il castello fu concesso da Gian Giacomo Paleologo, Marchese di Monferrato a Manfredo Cane, figlio di Agostino, famiglia di Casale Monferrato a cui apparteneva anche il condottiero e capitano di ventura Facino Cane.
 
Ricostruito dopo il 1553, più volte manomesso e modificato nel corso dei secoli, nei primi del '900 l'intera proprietà passa alla famiglia Lavagno di Casale Monferrato, mentre nel 1974 viene riportato in parte alle linee originarie del XII secolo.

## Società

### Evoluzione demografica
Negli ultimi cento anni,a partire dal 1921, la popolazione residente si è ridotta di due terzi.
Abitanti censiti

## Infrastrutture e trasporti
Fra il 1888 e il 1935 la località era servita da una stazione posta lungo la tranvia Altavilla-Casale Monferrato.

## Amministrazione
Di seguito è presentata una tabella relativa alle amministrazioni che si sono succedute in questo comune.

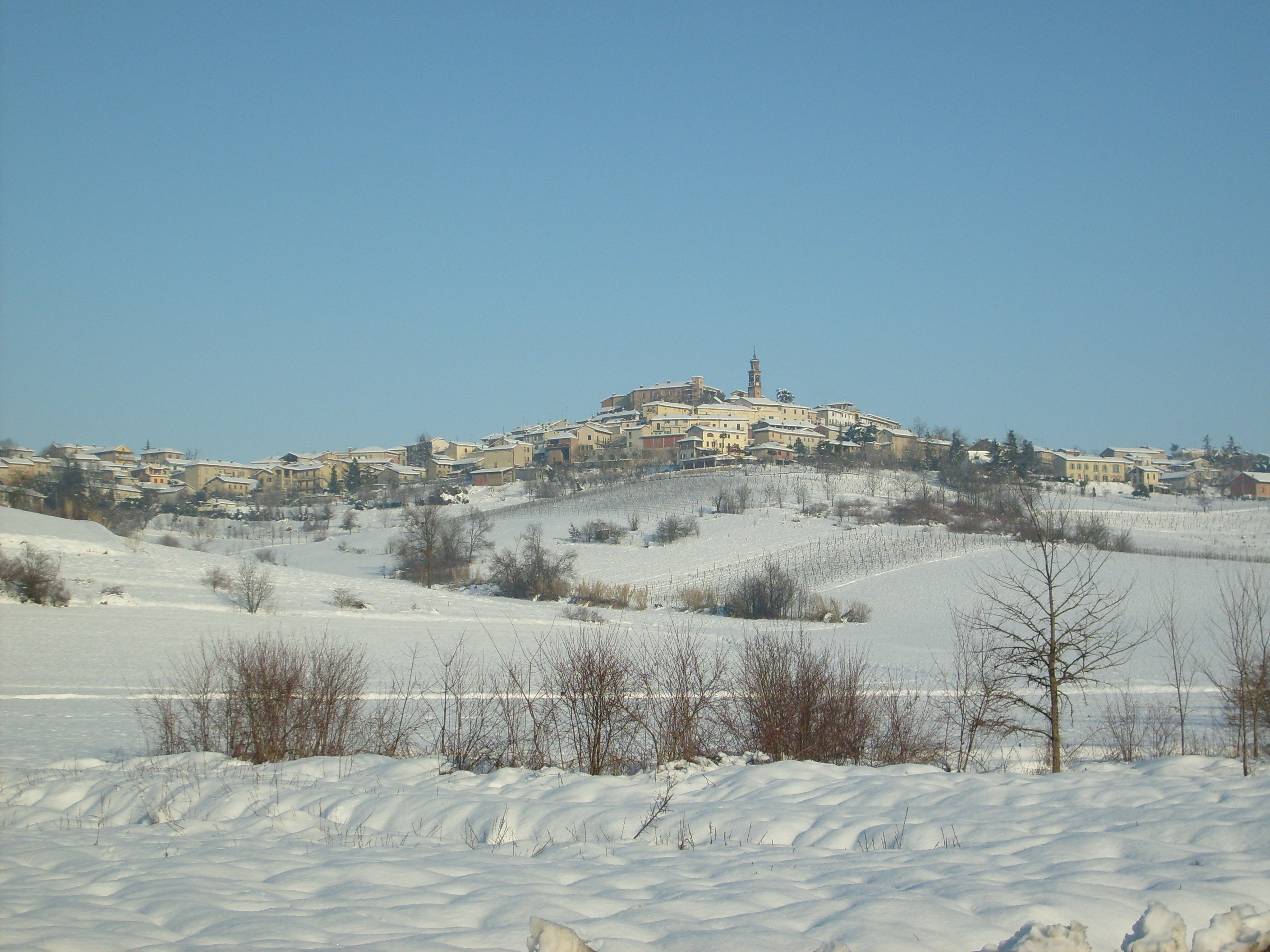
Frassinello Monferrato innevata-anno 2009

| Periodo           | Periodo           | Primo cittadino              | Partito                               | Carica                  | Note  |
| ----------------- | ----------------- | ---------------------------- | ------------------------------------- | ----------------------- | ----- |
| 18 giugno 1985    | 18 maggio 1990    | Guglielmo Saglio             | Democrazia Cristiana                  | Sindaco                 | [ 6 ] |
| 18 maggio 1990    | 24 aprile 1995    | Guglielmo Saglio             | Democrazia Cristiana                  | Sindaco                 | [ 6 ] |
| 24 aprile 1995    | 14 giugno 1999    | Maria Pia Biancoli Barigazzi | centro-sinistra                       | Sindaco                 | [ 6 ] |
| 14 giugno 1999    | 14 giugno 2004    | Maria Pia Biancoli           | lista civica                          | Sindaco                 | [ 6 ] |
| 14 giugno 2004    | 8 giugno 2009     | Maurizio Scagliotti          | lista civica                          | Sindaco                 | [ 6 ] |
| 8 giugno 2009     | 25 maggio 2014    | Maurizio Scagliotti          | lista civica: il paese                | Sindaco                 | [ 6 ] |
| 14 giugno 2014    | 12 marzo 2019     | Marco Andreone               | lista civica: uniti per Frassinello   | Sindaco                 | [ 6 ] |
| 12 marzo 2019     | 17 maggio 2019    | Egidio Zorzi                 |                                       | Vicesindaco reggente    | [ 6 ] |
| 17 maggio 2019    | 20 settembre 2020 | Ariberto Moranzoni           |                                       | Commissario prefettizio | [ 6 ] |
| 20 settembre 2020 | in carica         | Federico Andreone            | lista civica: rispettiamo Frassinello | Sindaco                 | [ 6 ] |